# ظهره شلالة (حبيش)
ظهره شلالة محلة تابعة لقرية المعشار، التابعة لعزلة بني شبيب بمديرية حبيش إحدى مديريات محافظة إب في الجمهورية اليمنية، بلغ تعداد سكانها 173 حسب تعداد اليمن لعام 2004.